# Leichtathletik-Weltmeisterschaften 2022/Teilnehmer (Britische Jungferninseln)
| Goldmedaillen | Silbermedaillen | Bronzemedaillen |
| ------------- | --------------- | --------------- |
| —             | —               | —               |

Der Leichtathletikverband der Britischen Jungferninseln nahm an den Leichtathletik-Weltmeisterschaften 2022 in Eugene mit einer Athletin und einem Athleten teil.

## Ergebnisse

### Männer

#### Laufdisziplinen
| Athlet         | Disziplin    | Vorlauf | Vorlauf | Halbfinale | Halbfinale | Finale | Finale |
| Athlet         | Disziplin    | Zeit    | Platz   | Zeit       | Platz      | Zeit   | Platz  |
| -------------- | ------------ | ------- | ------- | ---------- | ---------- | ------ | ------ |
| Kyron McMaster | 400 m Hürden | 49,98 s | 20      | DNS        | DNS        | DNQ    | DNQ    |

### Frauen

#### Laufdisziplinen
| Athletin          | Disziplin | Vorlauf | Vorlauf | Halbfinale | Halbfinale | Finale | Finale |
| Athletin          | Disziplin | Zeit    | Platz   | Zeit       | Platz      | Zeit   | Platz  |
| ----------------- | --------- | ------- | ------- | ---------- | ---------- | ------ | ------ |
| Beyonce Defreitas | 200 m     | 23,81 s | 42      | DNQ        | DNQ        | –      | –      |